# Anzjelika Timanina
Anzjelika Timanina (ryska: Анжелика Игоревна Тиманина), född den 26 april 1989 i Sverdlovsk, Sovjetunionen, är en rysk konstsimmare.
Hon tog OS-guld i lagtävlingen i konstsim i samband med de olympiska konstsimstävlingarna 2012 i London.